# Echipa națională de fotbal a Myanmarului
Echipa națională de fotbal a Myanmarului este naționala de fotbal a Myanmarului (sau Birmania) și este controlată de Federația de Fotbal din Myanmar. A fost cunoscută ca Echipa națională de fotbal a Birmaniei până în 1989, când Birmania a fost redenumită în Myanmar. 

## Recorduri în competiții

#### Campionatul Mondial de Fotbal
| Calificări        | Calificări       | Calificări | Calificări | Calificări | Calificări | Calificări | Calificări |
| Anul              | Runda            | MJ         | V          | E          | Î          | GM         | GP         |
| ----------------- | ---------------- | ---------- | ---------- | ---------- | ---------- | ---------- | ---------- |
| 1930 până la 1938 | Nu a participat  | -          | -          | -          | -          | -          | -          |
| 1950              | S-a retras       | -          | -          | -          | -          | -          | -          |
| 1954 până la 1990 | Nu a participat  | -          | -          | -          | -          | -          | -          |
| 1994              | S-a retras       | -          | -          | -          | -          | -          | -          |
| 1998              | Nu a participat  | -          | -          | -          | -          | -          | -          |
| 2002              | S-a retras       | -          | -          | -          | -          | -          | -          |
| 2006              | Descalificată    | -          | -          | -          | -          | -          | -          |
| 2010              | Nu s-a calificat | 2          | 0          | 0          | 2          | 0          | 11         |
| Total             |                  | 2          | 0          | 0          | 2          | 0          | 11         |

- Descalificată în 2006 pentru că s-a retras din calificări în 2006.

### Cupa Asiei
| Cupa Asiei AFC    | Cupa Asiei AFC          | Cupa Asiei AFC | Cupa Asiei AFC | Cupa Asiei AFC | Cupa Asiei AFC | Cupa Asiei AFC | Cupa Asiei AFC |
| Anul              | Runda                   | MJ             | V              | E              | Î              | GM             | GP             |
| ----------------- | ----------------------- | -------------- | -------------- | -------------- | -------------- | -------------- | -------------- |
| 1956 până la 1964 | Nu a participat         | -              | -              | -              | -              | -              | -              |
| 1968              | Locul doi               | 7              | 4              | 1              | 2              | 9              | 6              |
| 1972 până la 1992 | Nu a participat         | -              | -              | -              | -              | -              | -              |
| 1996 până la 2004 | Did not qualify         | -              | -              | -              | -              | -              | -              |
| 2007              | Nu a participat         | -              | -              | -              | -              | -              | -              |
| 2011              | Nu s-a calificat        | -              | -              | -              | -              | -              | -              |
| Total             | Cea mai bună: Locul doi | 7              | 4              | 1              | 2              | 9              | 6              |

### AFC Challenge Cup
| AFC Challenge Cup | AFC Challenge Cup | AFC Challenge Cup | AFC Challenge Cup | AFC Challenge Cup | AFC Challenge Cup | AFC Challenge Cup | AFC Challenge Cup |
| Anul              | Runda             | MJ                | V                 | E                 | Î                 | GM                | GP                |
| ----------------- | ----------------- | ----------------- | ----------------- | ----------------- | ----------------- | ----------------- | ----------------- |
| 2006              | Nu a participat   | -                 | -                 | -                 | -                 | -                 | -                 |
| 2008              | Locul patru       | 5                 | 2                 | 0                 | 3                 | 6                 | 6                 |
| 2010              | Locul patru       | 5                 | 2                 | 0                 | 3                 | 6                 | 10                |
| Total             | Cea mai bună: 4   | 10                | 4                 | 0                 | 6                 | 12                | 16                |

### ASEAN Championship records
This competition was formerly known as the Tiger Cup
1. ↑   https://www.transfermarkt.us/-/mitarbeiterhistorie/verein/16423 Lipsește sau este vid: |title= (ajutor)